# Polemistus
Polemistus (лат.) — род песочных ос (Crabronidae) из подсемейства Pemphredoninae.

## Распространение
Встречаются всесветно. В мире 37 видов, в Палеарктике 2, в России 1 вид.
В Казахстане известен 1 вид.

## Описание
Мелкие осы, гнездящиеся в древесных полостях, ходах жуков, в стеблях с мягкой сердцевиной. Брюшко с очень коротким стебельком (он слегка длиннее своей ширины). Мандибулы с 2 небольшими зубцами. Глаза сближаются в верхней части. Пигидиальное поле самок отсутствует. Передние крылья с 1 субдискоидальной и 2 дискоидальными ячейками. Птеростигма мелкая, субмаргинальная ячейка крупнее её. Усики самца 13-члениковые, самки — 12-члениковые. Нижнечелюстные щупики состоят из 6 члеников, а нижнегубные — из 4. Охотятся на равнокрылых (Homoptera), в основном, из семейства настоящие тли (Aphididae).

## Систематика
Известно около 40 видов. Род принадлежит к подтрибе Pemphredonina и трибе Pemphredonini.
- Polemistus abnormis (Kohl, 1888)
- Polemistus abnormis (Kohl, 1888)
- Polemistus alishanus (Tsuneki, 1971)[8]
- Polemistus annulicornis (Tsuneki, 1966)[9]
- Polemistus antennatus Tsuneki, 1992[10]
- Polemistus baliensis Tsuneki, 1992[10]
- Polemistus bandraensis (Giner Marí, 1945)
- Polemistus barabbas (Pagden, 1933)
- Polemistus bequaerti (Arnold, 1929)
- Polemistus bidentatus Tsuneki, 1992[10]
- Polemistus braunsii (Kohl, 1905)
- Polemistus cebuensis Tsuneki, 1992[10]
- Polemistus chewbacca Menke, 1983[11]
- Polemistus clypeisinuatus Ma & Li, 2020[12]
- Polemistus dickboharti Menke, 1983[11]
- Polemistus divaricatus Ma & Li, 2020[12]
- Polemistus dudgeoni (Nurse, 1903)
- Polemistus exul R.Turner, 1907
- Polemistus formosus (Tsuneki, 1967)[13]
- Polemistus fukuitor Tsuneki, 1992[10]
- Polemistus gutianus Ma & Li, 2020[12]
- Polemistus jaferi Tessy, Girish Kumar & Sureshan, 2024[14]
- Polemistus levipes (Bingham, 1897)
- Polemistus luzonensis Rohwer, 1919
- Polemistus macilentus Saussure, 1892 typus
- Polemistus mindanaonis Tsuneki, 1992[10]
- Polemistus nambui Tsuneki, 1992[10]
- Polemistus niger Tsuneki, 1992[10]
- Polemistus palawanensis Tsuneki, 1992[10]
- Polemistus pediflavidus Ma & Li, 2020[12]
- Polemistus philippinensis Tsuneki, 1992[10]
- Polemistus pusillus de Saussure, 1892
- Polemistus quadridentatus Tsuneki, 1992[10]
- Polemistus raoi Sudheendrakumar & Narendran, 1985
- Polemistus reticulatus (Cameron, 1898)
- Polemistus schoutedeni (Leclercq, 1959)
- Polemistus siamensis (Cockerell, 1931)
- Polemistus stieglmayri (Kohl, 1905)
- Polemistus sumatrensis (Maidl, 1925)
- Polemistus tridentatus Tsuneki, 1992[10]
- Polemistus vaderi Vincent, 1983[11]
- Polemistus yoda Vincent, 1983[11]
- Polemistus yoshikawai (Tsuneki, 1961)